# Caesalpinia violacea
Caesalpinia violacea là một loài thực vật có hoa trong họ Đậu. Loài này được (Mill.) Standl. miêu tả khoa học đầu tiên.